# Kirchfeld (Wörschach)

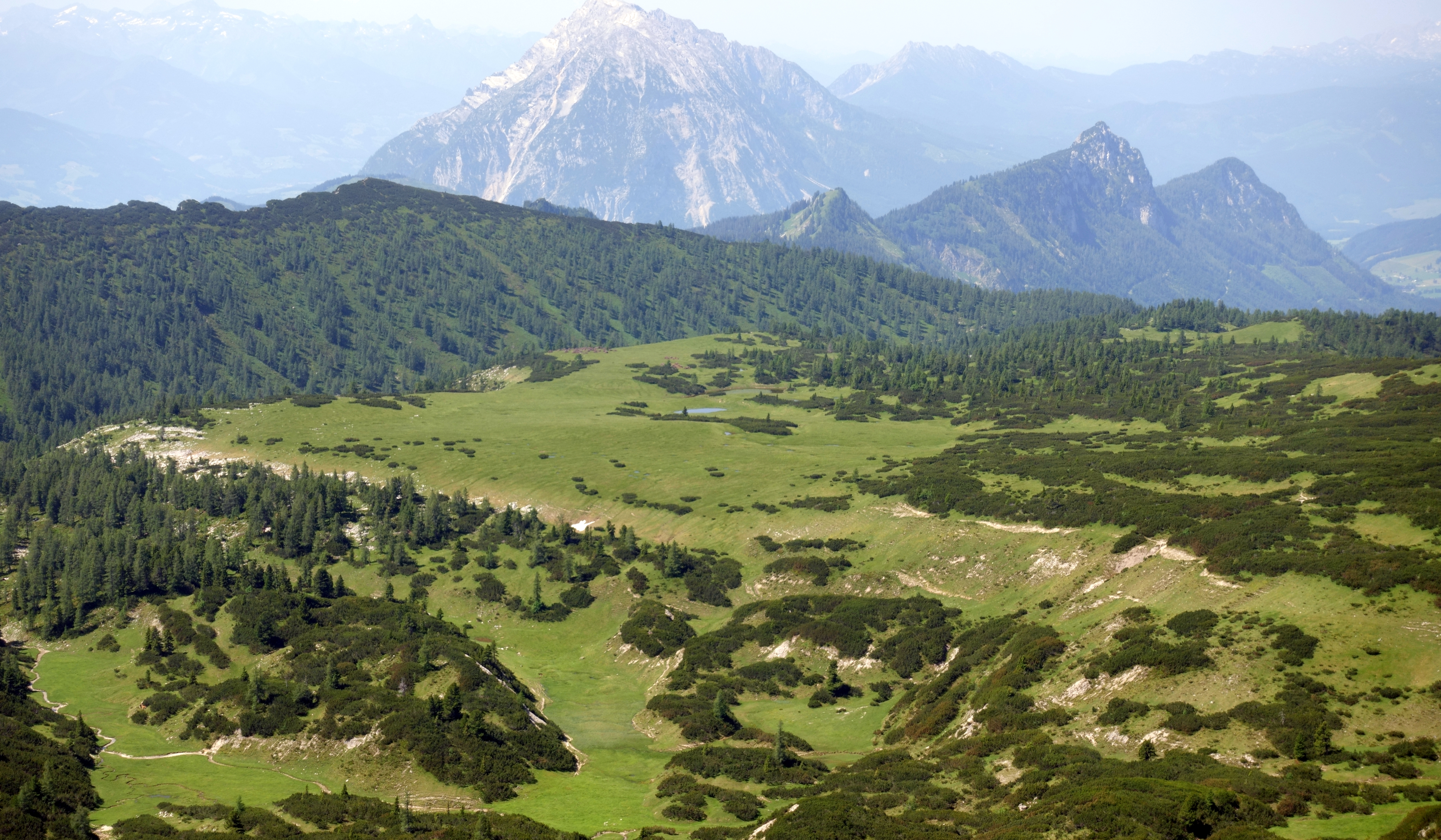
Blick vom Querlstein auf das Kirchfeld. Im Hintergrund der Grimming

Das Kirchfeld, auch Kühfeld oder Güetenfeld, ist eine weite, fast ebene Weide in der Gemeinde Wörschach im österreichischen Bundesland Steiermark. Die Weide liegt im Süden des Toten Gebirges, in einer Höhe von 1800 m ü. A..

## Beschreibung
Die durch Rodung entstandene Weide liegt etwa 100 m oberhalb der Niederhüttenalm am südöstlichen Fuß des Hochmölbingkamms. Der wenig verkarstete Hauptdolomit bietet hier gute Voraussetzungen für die Bodenbildung und ist die Grundlage für die beste Weidefläche in der Warscheneckgruppe. Auf dem Kirchfeld finden sich unzählige, teilweise vom Weidevieh betretene, moorige Lacken unterschiedlicher Größe. Um die Verbuschung der Weidefläche zu vermeiden, werden bis heute Latschenkiefern geschwendet.

## Flora und Fauna

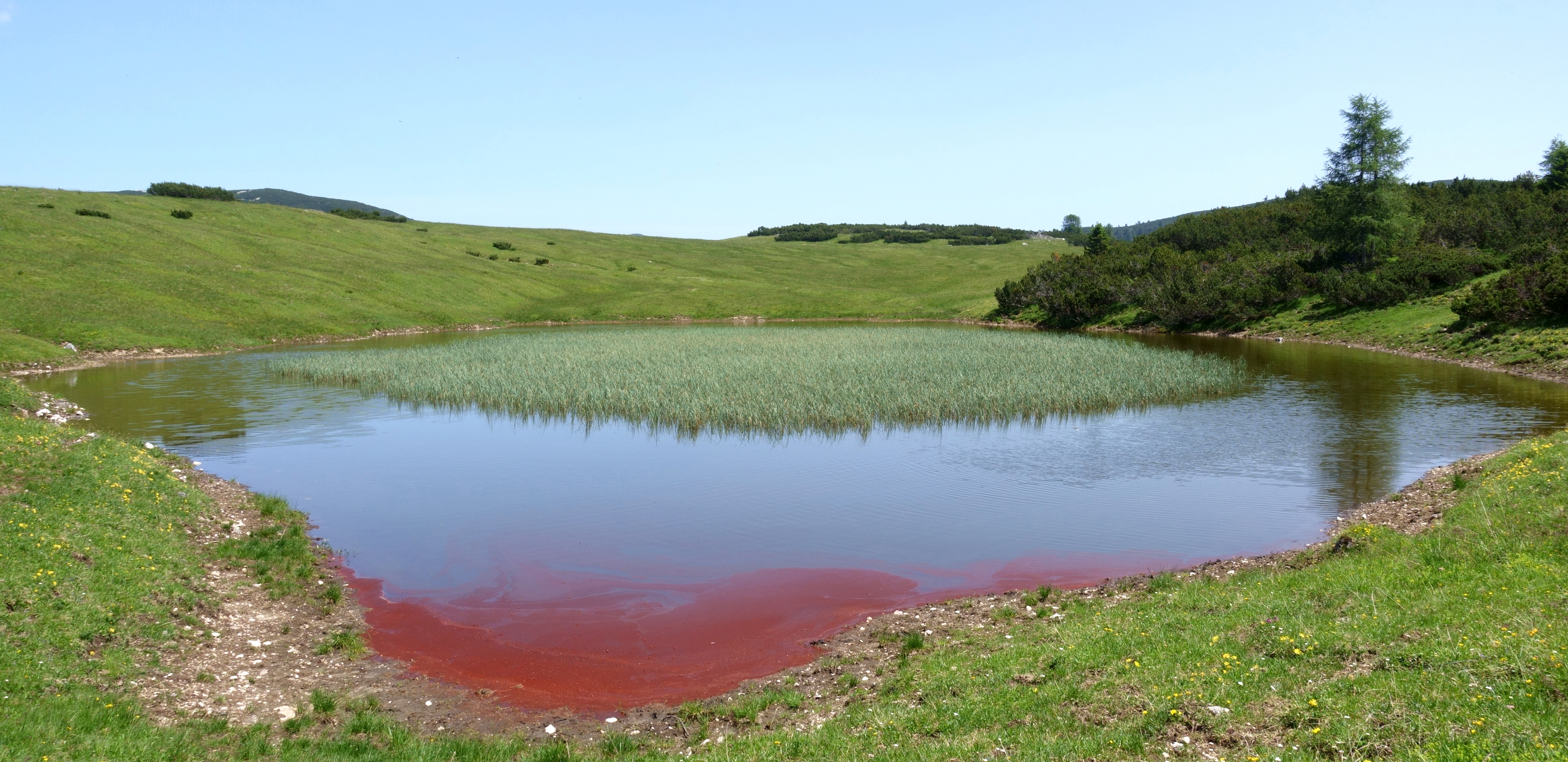
Das Seelein ist die größte Lacke am Kirchfeld. Die rote Färbung (Blutsee) entsteht durch eine Algenblüte. Vermutlich Haematococcus pluvialis oder Chlamydomonas nivalis

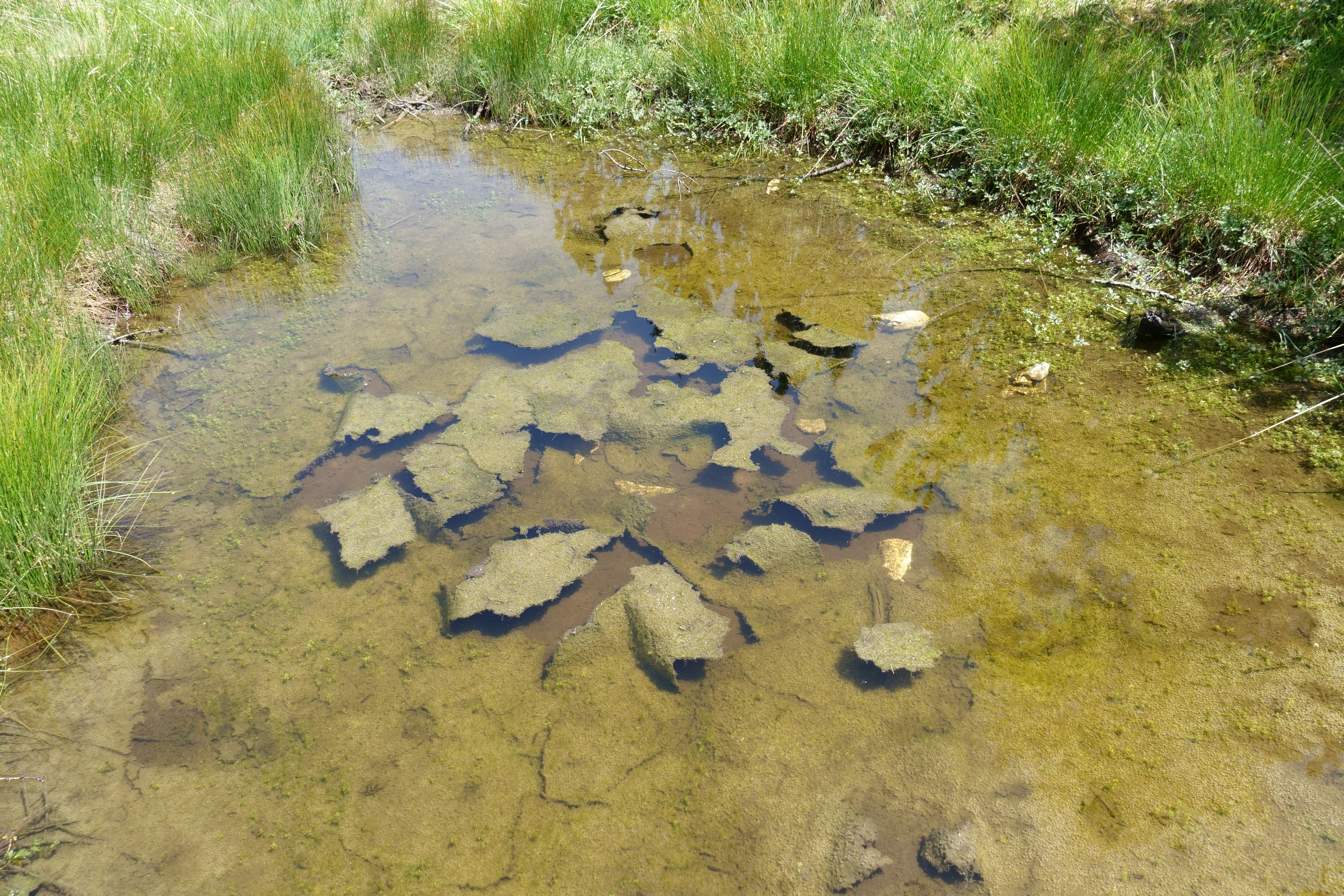
„Algenauftriebe“ von Oscillatorien

Die Weide liegt an der Baumgrenze. Lockere Bestände von Lärchen und Fichten sind von Latschenkiefern (Pinus mugo) durchsetzt. In den größeren Lacken wächst Schnabel-Segge (Carex rostrata), Blasen-Segge (Carex vesicaria) und Schmalblättriges Wollgras (Eriophorum angustifolium). Am Kirchfeld wächst das seltene Erzherzog-Johann-Kohlröschen (Nigritella archiducis-joannis).
Die Lacken sind ein wichtiges Laichgebiet für Grasfrösche (Rana temporaria), Erdkröten (Bufo bufo) und Bergmolche (Triturus alpestris). 2007 konnte am Kirchfeld der Höhengrashüpfer (Chorthippus alticola rammei) nachgewiesen werden. Die Art hat ihren Verbreitungsschwerpunkt in den slowenischen Karawanken und in den Julischen Alpen.
Am Grund der Tümpel bilden sich oft dicke Mattern von Cyanobakterien der Gattung Oscillatoria. Zusammen mit Sedimentanteilen, Kieselalgen und anderen Einzellern steigen häufig flockenartige Gebilde von mehreren Zentimeter Größe vom Substrat an die Gewässeroberfläche, wenn die durch Photosynthese entstandenen Sauerstoffbläschen den Matten hinreichend Auftrieb verleihen.

## Geschichte
In einer Urkunde vom 7. Juli 1382 wird „die alben ze Niderhu(e)tten pey Gu(e)tenveld auf dem Sumper“ genannt. Güetenfeld ist althochdeutsch „in dem guotin velde“ und bedeutet „auf dem guten Feld“.
Neben der größten Lacke, die schon als kleiner See bezeichnet werden kann, wurde eine Kulturschicht gefunden, die mittels der Radiokarbonmethode auf das 12./13. Jahrhundert datiert wurde. Dieses Alter deckt sich mit der Gründung der Schwaigen im Tal und belegt eine erste Almwirtschaft im Gebiet.

## Sagen
Eine Sage berichtet von einer versunkenen Kirche auf dem Kühfeld, deren Glocke nunmehr im Kirchturm von Niederhofen in Stainach-Pürgg hängen soll.

## Wanderwege
Der markierte Weg 281 führt von der Niederhüttenalm zum Kirchfeld.